# Approccio neurolinguistico
L'approccio neurolinguistico (ANL) è un metodo pedagogico, utilizzato nell’insegnamento/apprendimento delle lingue seconde o straniere (abbrev. L2/LÉ) in un contesto scolastico. Questo metodo privilegia la competenza di comunicazione sia nell’orale che nello scritto. È conosciuto in Canada anche con il termine "francese intensivo".

## Contesto
L’ANL è stato concepito in Canada da Claude Germain (Dipartimento di didattica delle lingue, Università del Quebec a Montréal - UQAM) e da Joan Netten (Facoltà della Formazione, Memorial University di Terranova) nell’ambito di una accresciuta importanza delle emergenti neuroscienze educative. Questo metodo si basa principalmente sulle ricerche di Michel Paradis (1994, 2004, 2009) dell'Università McGill e dell'Institut des sciences cognitives dell'UQAM, di Nick Ellis (Centre for Complex Systems, Università del Michigan) e di Norman Segalowitz (2010) del TESOL Centre, Università Concordia (Montréal), e segue l’orientamento del pensiero di Lev Semënovič Vygotskij (1997) per quanto riguarda interazione sociale.
L’ANL è caratterizzato dal bisogno di sviluppare in modo indipendente, in classe, le due componenti di qualsiasi comunicazione effettiva: una competenza implicita, ossia la capacità di utilizzare spontaneamente all’orale una L2/LÉ, e il sapere esplicito, ossia la presa di coscienza del funzionamento di una lingua, delle regole di grammatica e del vocabolario. Questa dimensione dell’approccio è basata sulle ricerche di Paradis (1994, 2004) e di Nick Ellis (2011). Infatti, le ricerche di Paradis fanno una netta distinzione tra il sapere esplicito, che è il sapere cosciente relativo a una L2/LÉ e che è appreso con il metodo dell’evidenziazione (Noticing) e delle spiegazioni, e la competenza implicita, la quale può essere acquisita in modo non cosciente solo usando la lingua in situazioni di comunicazione autentiche.
Nell’ANL, la competenza implicita è definita come grammatica interna. Risulta costituita da una rete di connessioni neuronali formatesi nel cervello grazie all’utilizzo frequente degli stessi percorsi o circuiti; NON si tratta quindi di regole bensì di regolarità statistiche frequenti delle strutture linguistiche. Inoltre, nell’ANL, il sapere esplicito è definito come Grammatica esterna. Infatti le ricerche di Paradis dimostrano che il sapere esplicito (Grammatica esterna) dipende dalla memoria dichiarativa, mentre la competenza implicita (Grammatica interna), essendo una capacità dipende dalla memoria procedurale. Secondo Paradis, non esistono collegamenti diretti tra questi due componenti. Mentre la grammatica esterna è insegnata in classe in un modo relativamente efficiente, lo stesso non si può dire della grammatica interna. Ecco perché i normali programmi d’insegnamento di una L2/LÉ, basati sulla maggior parte dei metodi o degli approcci correnti, non possono portare all’acquisizione della comunicazione spontanea per la maggior parte degli alunni. E lo stesso si può dire dei programmi che pretendono basarsi su un approccio comunicativo ma che, nonostante le pretese teoriche dei loro autori, fanno prima imparare il sapere esplicito (le regole di grammatica o il sapere basato per lo più sulla lingua scritta) e poi cercano di fare acquisire la competenza implicita che è propria della lingua orale.

## II principi fondamentali
L’ANL è basato su cinque principi fondamentali elaborati da Germain e Netten, con lo scopo di creare le condizioni necessarie, in classe, per permettere agli studenti di sviluppare dapprima la comunicazione spontanea in L2/LÉ all’orale, prima di ricorrere al sapere esplicito sulla lingua nel caso di attività di lettura e di scrittura.

### Acquisizione della Grammatica interna (la competenza implicita)
Ogni unità pedagogica presenta tre o quattro funzioni di comunicazione collegate tra di loro nonché al tema dell’unità. Questa strategia ha lo scopo di creare, in classe, un ambiente dove vengano utilizzate e riutilizzate un numero limitato di strutture linguistiche con una frequenza sufficiente per garantire lo sviluppo di modelli o di connessioni neuronali nella memoria procedurale dell’alunno. Ogni funzione, inoltre, è presentata e utilizzata individualmente in situazioni diverse per suscitare brevi conversazioni personali tra gli alunni. Alla fine dell’unità, le funzioni vengono combinate per dare luogo a delle discussioni più complesse sul medesimo tema. In questo modo la lingua orale viene imparata col metodo della conversazione. L’importanza del contesto nel permettere un transfer effettivo in altre situazioni è già stata confermata dai recenti lavori di ricerca di Segalowitz nelle neuroscienze cognitive, in particolare per via del PTA («principio di transfer appropriato»; in inglese: TPA – Transfer appropriate processing).

### Utilizzo di una prospettiva basata sull'Information literacy nell’insegnamento di una L2/LÉ
L'Information literacy viene in genere intesa come la capacità di utilizzare la lingua per interpretare e capire l’ambiente circostante. Un metodo basato sulla Information literacy consente all’insegnante di considerare l’apprendimento di una lingua come lo sviluppo di abilità piuttosto che di saperi. Inoltre, questo significa dare la priorità allo sviluppo della lingua orale, orientamento confermato dalle recenti ricerche in neurodidattica, le quali auspicano lo sviluppo della produzione orale prima della lettura o della scrittura. I testi usati per la lettura, così come i temi delle composizioni scritte affrontano lo stesso tema e propongono le stesse strutture, sviluppate dapprima nella lingua orale. La lettura e la scrittura sono direttamente insegnate nella L2/LÉ senza nessun ricorso alla traduzione. Le strategie adottate sono simili a quelle usate nell’insegnamento della lingua materna per quanto riguarda lo sviluppo della Information literacy, ma devono essere adattate. Ad esempio si può trattare di insistere sulla preparazione orale prima di leggere e scrivere, fatto che si impone da solo quando si tratta di sviluppare la Information literacy in una L2/LÉ, visto che la grammatica interna degli alunni è infinitamente più limitata di quella degli alunni che imparano a leggere e scrivere nella loro lingua materna.. Un metodo basato sulla Information literacy consente anche di affrontare la grammatica esterna dopo l’utilizzo della lingua nell’orale e in modo contestualizzato (osservazione dei punti grammaticali nel testo di lettura e riutilizzo dei casi così osservati nei paragrafi da comporre).

### Ricorso a una pedagogia per progetto
Per fare acquisire una grammatica interna, si deve porre l’attenzione sul messaggio piuttosto che sulla lingua, poiché la grammatica interna può essere acquisita solo in modo non cosciente, ossia senza prestare coscientemente attenzione alle forme linguistiche. Per facilitare la creazione di situazioni significative nonché di compiti interessanti e cognitivamente impegnativi per gli alunni, il contenuto delle unità pedagogiche è organizzato in sequenze che vanno da alcuni mini-progetti a un progetto finale. Le attività proposte non sono quindi isolate e richiedono inoltre una partecipazione attiva da parte degli alunni, attivando altri meccanismi cerebrali necessari al successo dell’apprendimento della lingua. Questo tipo di organizzazione consente anche di utilizzare e di riutilizzare delle strutture linguistiche di ogni unità, permettendo allo stesso tempo all’insegnante di aiutare l’alunno ad imparare innalzando gradualmente il livello di difficoltà dei compiti richiesti e delle strutture linguistiche.

### Utilizzo di situazioni di comunicazione autentiche
L’abilità a comunicare spontaneamente si sviluppa solo ricorrendo a comunicazioni autentiche. Tale competenza non può essere acquisita attraverso degli esercizi controllati o memorizzando dei dialoghi nei quali la lingua appresa si focalizza sulle forme linguistiche e viene salvata nella memoria dichiarativa. Pertanto questo tipo di linguaggio non risulta sufficientemente contestualizzato per essere recuperato dal cervello in situazioni di comunicazione reale, per via del “principio del trasferimento appropriato”. Inoltre, solo la comunicazione autentica attiva gli altri meccanismi cerebrali necessari perché si verifichi effettivamente un’acquisizione, come nel caso dei meccanismi legati alla motivazione. Ogni comunicazione fatta in classe nel quadro dell’ANL è autentica: l’insegnante non fa domande che non siano realistiche e le risposte degli alunni sono sempre personali. La comunicazione si svolge esclusivamente in L2/LÉ. 

### Utilizzo di strategie d’insegnamento interattive
L’interazione tra gli alunni, in L2/LÉ è un elemento essenziale nello sviluppo della grammatica interna e della capacità di comunicare con spontaneità. Nell’ANL, per facilitare quest’interazione, si propongono cinque tappe d’insegnamento della produzione orale, come pure si incoraggiano le attività in coppia (binomi) e in piccoli gruppi, per tutta la durata delle unità d’insegnamento. Tuttavia, gli alunni sono preparati linguisticamente a utilizzare le strutture necessarie per effettuare i compiti richiesti ma le interazioni rimangono autentiche perché gli alunni si esprimono i propri pensieri. Inoltre, esistono anche numerose altre strategie specifiche d’insegnamento raccomandate dall’ANL. Gli alunni devono rispondere usando delle frasi complete quando imparano nuove strutture del linguaggio in modo da facilitare la costruzione della loro grammatica interna e ricorrere alla L2/LÉ con facilità. Per quanto riguarda la grammatica interna, la precisione viene garantita dalla correzione immediata degli errori fatti oralmente e dal riutilizzo da parte dell’allievo delle strutture che sono state corrette. La correzione degli errori all’orale sostituisce, in un certo modo, l’insegnamento delle regole di grammatica per quanto riguarda lo sviluppo della grammatica interna. L’ANL utilizza otto strategie, sia nell’insegnamento / apprendimento della lettura che della scrittura. 
Attualmente (2014), si trovano due applicazioni dell’ANL: il programma di Français Intensif in Canada e un programma d’apprendimento del francese in un’università della Cina. Il programma di FI in Canada, destinato agli alunni della classe 5ª e della prima media (11 o 12 anni) e che continua fino alla fine della scuola secondaria, ebbe inizio nella provincia canadese di Terre-Neuve-et-Labrador nel 1998. Da allora si è esteso praticamente a quasi tutte le province e tutti i territori del Canada (nella provincia a prevalenza francofona del Québec esiste un programma similare d’inglese intensivo. Non è identico poiché non è basato sui principi dell’ANL). Dalla sua creazione, più di 62 000 alunni hanno partecipato al programma di FI in Canada. In Cina, dal 2010, il programma, che si rivolge a dei giovani di circa 19 anni nell’Università Normale della Cina del Sud (Canton), suscita molto interesse da parte di altre istituzioni cinesi come pure in Giappone, Taiwan, Iran, Belgio, Francia, Brasile, Messico e Colombia.
Questi due programmi sono stati sviluppati sotto la direzione dei creatori dell’ANL. Al momento attuale, altre applicazioni dell’ANL sono in via di sviluppo in Canada, seguite da altri esperti, per insegnare alcune lingue delle Prime Nazioni nello Yukon e nei territori del Nord-Ovest, così come nel Saskatchewan e nell’isola del Principe Edoardo e nella regione della Baia di James (nel Québec) per l’insegnamento dell’inglese, del francese e del Cri. Qualsiasi risorsa curricolare che si conformi ai principi dell’ANL può essere adattata all’insegnamento delle abilità di comunicazione in qualunque L2/LÉ, come lascia presagire un recente tentativo d’insegnamento /apprendimento della lingua spagnola per i francofoni del Québec in ambito universitario (più precisamente all’UQAM - Université du Québec a Montréal).